# Charles Ogier
Charles Ogier (ur. w 1595 roku w Paryżu, zm. 11 sierpnia 1654) – francuski pisarz, poeta, kronikarz i dyplomata.
U boku hrabiego D'Avaux, sekretarz poselstwa francuskiego mającego za zadanie doprowadzenie do pokoju między Szwecją a Polską. Podczas swojej podróży prowadził dziennik, opublikowany w 1656 roku. Poselstwo to dotarło do Polski wiosną 1635 r. i po podpisaniu traktatu pokojowego w Sztumskiej Wsi przebywało na Pomorzu (głównie w Gdańsku) do czerwca 1636 r. Ogier także i w tej podróży prowadził diariusz, spisując wszystko, co zaobserwował i uznał za godne odnotowania. Dzięki temu późniejsi czytelnicy jego dziennika uzyskali szkic obyczajowy z życia codziennego w XVII-wiecznej Polsce, opis odwiedzanych przez niego miejscowości, znajdujących się w nich budowli i dzieł sztuki.

## Publikacje
- Caroli Ogerii ad Jacobum Faverellum Elegia, 1637
- Ad Mariam Jartiam Gornaeam cum efferebatur, 1645
- Dionysii Petavii... Epicedium, 1653
- Ephemerides, sive iter Danicum, Svecicum, Polonicum. Accedunt Nicolai Borbohii (et Claudii Memmii) epistolae, 1656
- Caroli Ogerii Ephemerides, sive Iter Danicum, Suecicum, Polonicum : Cum esset in comitatu illustriss. Claudii Memmii comitis Avauxii, ad septentrionis reges extraordinarii legati. Accedunt Nicolai Borbonii ad eumden legatum epistolae hactenus ineditae, 1656, 2009, 2010
- Dziennik podróży do Polski, 1635-1636
- Dziennik podróży do Polski, 1635-1636, Volume 2
- Fransmannen Charles d'Ogiers Dagbok öfver dess resa i Sverige med franska ambassadören, grefve d'Avaux. År 1634. Ett bidrag till fäderneslandets sedehistoria för denna tid. Stockholm, 1828. Tryckt i Ecksteinska tryckeriet, 1828
- Reiseeindrücke aus Danzig, Lübeck, Hamburg und Holland 1636: Nach dem neuentdeckten II. Teil von Charles Ogiers Gesandtschaftstagebuch, 1910
- Det store Bilager i København 1634, oversat efter Caroli Ogerii Ephemerides sive Iter Danicum Svecicum Polonicum, 1914
- Karola Ogiera Dziennik podróży do Polski 1635-1636: Tłumaczył Edwin Jedrkiewicz. Wstępem historycznym i objaśnieniami opatrzył Władysław Czapliński. [Charles Ogiers dagbok över sin vistelse i Polen 1635-1636. Övers. av E.J. Historisk inledn. och kommentarer av W.C.] [Illustr.]., 1950
- Karola Ogiera dziennik podróży do Polski, Volume 2, 1953
- Från Sveriges storhetstid: franske legationssekreteraren Charles Ogiers dagbok under ambassaden i Sverige 1634-1635, 1978